# Aleksander Chachba
Aleksandr Konstantin-ipa Shervashidze (en idioma abjasio: Алеқсандр Константин-иҧа Feodosia, 24 de diciembre de 1867 — Mónaco, 17 de agosto de 1968) fue un artista abjasio y un miembro de la familia noble de «Чачба» Chachba o Shervashidze, siendo el nieto del príncipe Ahmed-Bey Kelesh. Desde 1918 hasta su muerte en 1968 fue locum tenens del trono de Abjasia.

## Biografía
Desde 1907 hasta 1918 Chachba trabajó como escenógrafo en los teatros Mariinski y Aleksandrinski de San Petersburgo. Colaboró con Alexandre Benois, Aleksandr Golovín, Valentín Serov y Pablo Picasso. Dejó escrito que tras su muerte, toda su obra fuese donada a Georgia.
Tras la Revolución Rusa, Chachba se exilió en Francia y murió a la edad de 100 años en el albergue para las personas mayores en Mónaco, fue enterrado en el cementerio ruso de Niza. El 12 de mayo de 1985, tras ser exhumado su cadáver, Chachba fue enterrado en una ceremonia fúnebre en Sujumi, capital de Abjasia.

## Galería

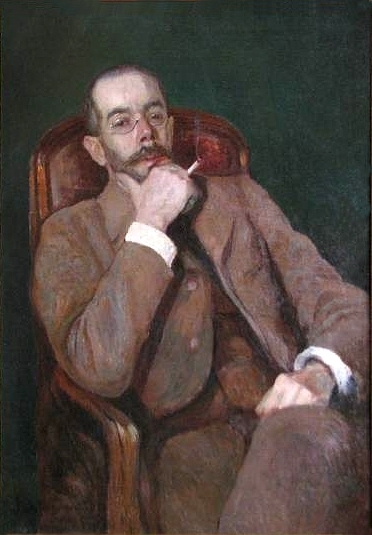
«Чачба» en 1891
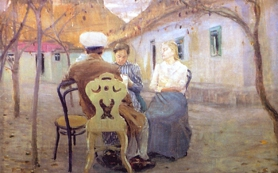
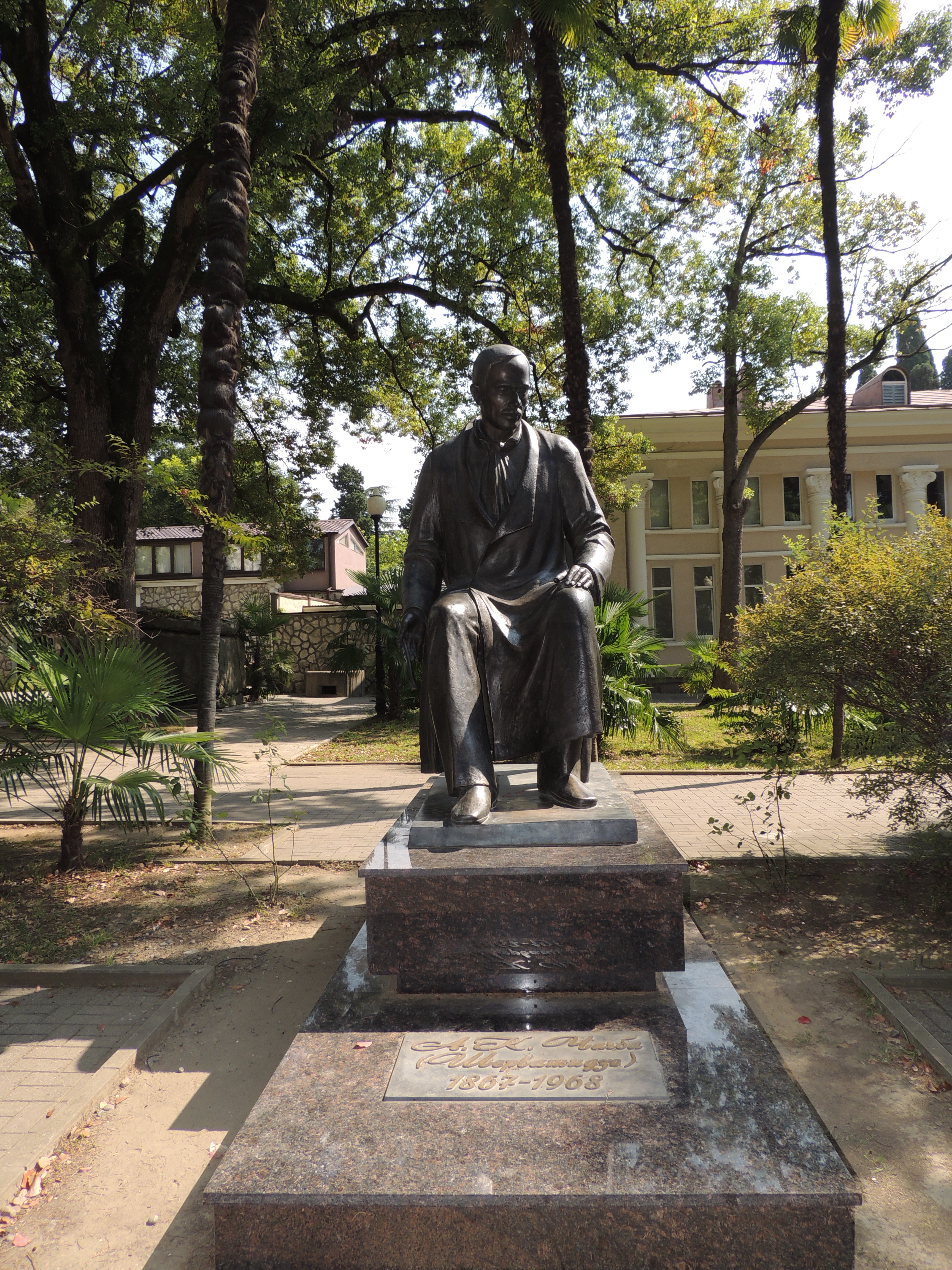
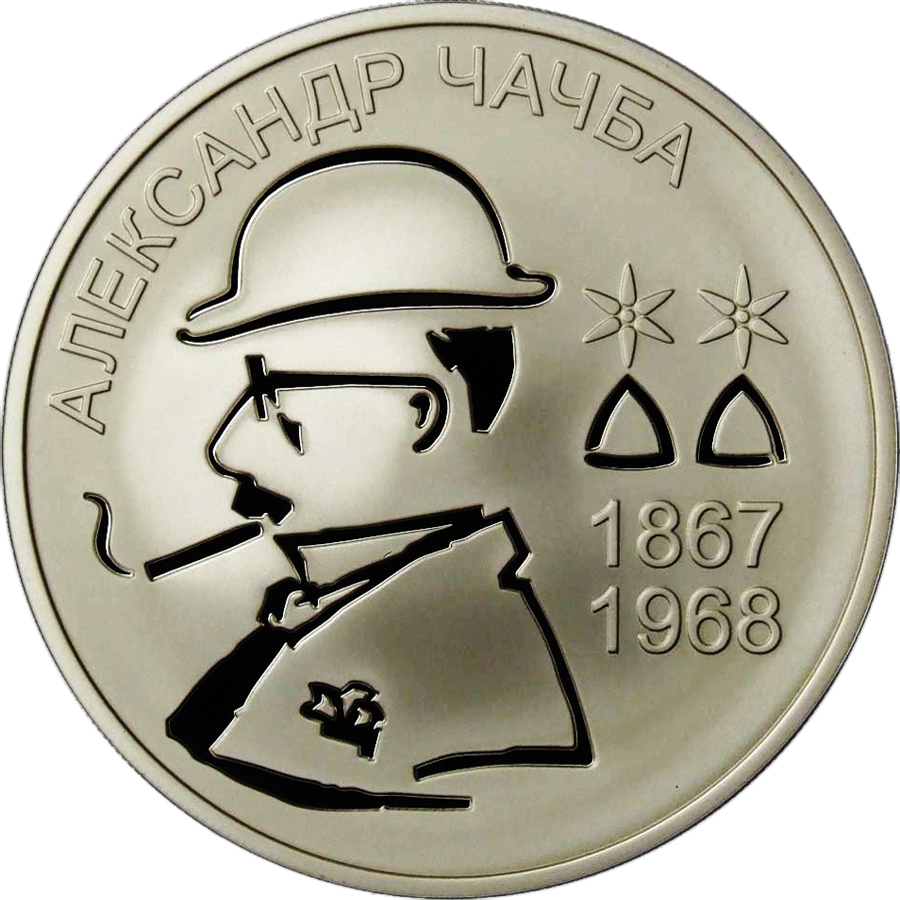
Aleksandr Chachba ilustrado en una moneda de 10 apsar de Abjasia